# Lili Damita
Liliane Marie Madeleine Carré (Blaye, Francia, 10 de julio de 1904 - Palm Beach, Estados Unidos, 21 de marzo de 1994) conocida como Lili Damita, fue una actriz francesa. 
En Europa sus inicios en la pantalla grande fueron en filmes como L'empereur des pauvres (1921) y Das Spielzeug von Paris (1925) dirigida por Michael Curtiz. Justo en los albores del cine sonoro, en los Estados Unidos, participó en las producciones The Bridge of San Luis Rey (1929) y Fighting Caravans (1931) junto a Gary Cooper; de regreso a Europa, realizó sus últimos rodajes en los años 1930.
La carrera de Damita fue opacada por la trascendencia de dos de sus tres matrimonios: uno junto a la estrella del cine Errol Flynn (1935 -  1942), con quien tuvo un hijo (el actor y fotógrafo freelance Sean Flynn), y también con el director Michael Curtiz (1925 -  1926).